# Pauline van der Wildt
Pauline van der Wildt (n. 29 ianuarie 1944, Schiedam, Olanda de Sud, Țările de Jos) este o înotătoare olandeză, medaliată olimpică. A participat la o ediție a Jocurilor Olimpice (1964) în care a câștigat o medalie de bronz.

## Participări
Lista de mai jos prezintă principalele competiții la care a participat Pauline van der Wildt de-a lungul carierei.
- swimming at the 1964 Summer Olympics – women's 4 × 100 metre freestyle relay[*]